# Девино
Де́вино (болг. Девино) — село в Тирговиштській області Болгарії. Входить до складу общини Антоново.

## Населення
За даними перепису населення 2011 року у селі проживали 24 особи, усі — болгари.
Розподіл населення за віком у 2011 році:
Динаміка населення: